# Friedrich August von Kaulbach

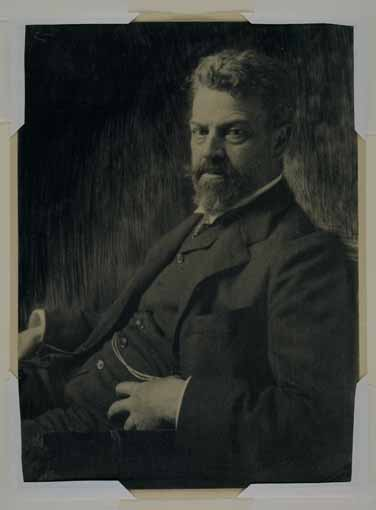
Friedrich August von Kaulbach.

Friedrich August von Kaulbach, född 2 juni 1850 i München, död 26 juli 1920, var en tysk målare. Han var son till Friedrich Kaulbach.
Kaulbach målade med förkärlek genremotiv, såväl historiska som samtida, såsom en av hans mer berömda, Moderfröjd. Som porträttmålare var han utrustad med ett lätt, elegant manér och med en osviklig skönhetskänsla. Han målade helst barn och unga kvinnor.